# Cyrix 6x86
El Cyrix 6x86 (nombre en código: M1) es un microprocesador x86 de 32 bits de sexta generación, diseñado por Cyrix y fabricado por IBM y SGS-Thomson. Fue comercializado inicialmente en 1996.
Cyrix fue el tercero en discordia entre los fabricantes de procesadores Intel-compatibles en la década de 1990. Sus procesadores se caracterizaron por tener una unidad de coma flotante bastante "floja" por lo que fue una mala opción para los que utilizaban programas CAD, 3D, e incluso juegos. Además de esto, se caracterizó también por sus diseños avanzados y "originales" lo que le provocó más de un dolor de cabeza por falta de compatibilidad.

## Cyrix 6x86
Las primeras versiones tuvieron serios problemas debido a su alto consumo de energía, que generaba un calentamiento excesivo. Primeramente trabajaban a 3,52 V, pero más tarde fueron sustituidos por otras versiones a 3,3 V, y por último, para evitar problemas, sacaron un modelo que podía trabajar automáticamente con cualquiera de esos voltajes. Además tenía un problema con Windows NT4, ya que dicho sistema operativo desactivaba la caché del procesador, y por tanto éste se ejecutaba a paso de tortuga.
A final del ciclo de vida del procesador, Cyrix saco un modelo llamado 6x86L (L de "Low Voltage", bajo voltaje), que utilizaba el mismo doble voltaje que los procesadores Pentium MMX, y que solventaba todos los problemas anteriores.

## Puntos a destacar
- Utiliza el socket 7.
- Lleva implementado un multiplicador de x2 y otro de x3, para las placas que no admitan una velocidad de 75 MHz.
- Posee una caché unificada para datos e instrucciones de 16Kb.
- Está formado por aproximadamente 3 millones de transistores.

## Modelos

### PR90+
- Frecuencia: 80 MHz
- Socket 7
- Tecnología: 0,65 µ
- Voltaje: 3,52 V
- FSB: 40 MHz
- Multiplicador: 2
- Velocidad de reloj: 80 MHz

### PR120+
- Frecuencia: 100 MHz
- Socket 7
- Tecnología: 0,65 µ
- Voltaje: 3,3 V o 3,52 V
- FSB: 50 MHz
- Multiplicador: 2
- Velocidad de reloj: 100 MHz

### PR133+
- Frecuencia: 110 MHz
- Socket 7
- Tecnología: 0,65 µ
- Voltaje: 3,3 V o 3,52 V
- FSB: 55 MHz
- Multiplicador: 2
- Velocidad de reloj: 110 MHz

### PR150+
- Frecuencia: 120 MHz
- Socket 7
- Tecnología: 0,65 µ
- Voltaje: 3,3 V o 3,52 V
- FSB: 60 MHz
- Multiplicador: 2
- Velocidad de reloj: 120 MHz

### PR150+ (L)
- "Low Voltage"
- Frecuencia: 120 MHz
- Socket 7
- Tecnología: 0,65 µ
- Voltaje: 2,8 V o 3,3 V
- FSB: 60 MHz
- Multiplicador: 2
- Velocidad de reloj: 120 MHz

### PR166+
- Frecuencia: 133 MHz
- Socket 7
- Tecnología: 0,65 µ
- Voltaje: 3,3 V o 3,52 V
- FSB: 66 MHz
- Multiplicador: 2
- Velocidad de reloj: 133 MHz

### PR166+ (L)
- "Low Voltage"
- Frecuencia: 133 MHz
- Socket 7
- Tecnología: 0,65 µ
- Voltaje: 2,8 V o 3,3 V
- FSB: 66 MHz
- Multiplicador: 2
- Velocidad de reloj: 133 MHz

### PR200+
- Frecuencia: 150 MHz
- Socket 7
- Tecnología: 0,65 µ
- Voltaje: 3,3 V o 3,52 V
- FSB: 75MHz
- Multiplicador: 2
- Velocidad de reloj: 150 MHz

### PR200+ (L)
- "Low Voltage"
- Frecuencia: 150 MHz
- Socket 7
- Tecnología: 0,65 µ
- Voltaje: 2,8 V o 3,3 V
- FSB: 75MHz
- Multiplicador: 2
- Velocidad de reloj: 150 MHz

- Datos: Q1148844
- Multimedia: Cyrix 6x86 / Q1148844